# Bussy-la-Pesle, Nièvre
Bussy-la-Pesle este o comună în departamentul Nièvre din centrul Franței. În 2009 avea o populație de 43 de locuitori.

## Evoluția populației
| An        | 1975 | 1982 | 1990 | 1999 | 2006 | 2009 |
| --------- | ---- | ---- | ---- | ---- | ---- | ---- |
| Populație | 42   | 44   | 38   | 32   | 48   | 43   |